# Polinomio di Bernstein
I polinomi di Bernstein o polinomi nella base di Bernstein sono una particolare classe di polinomi (sul campo reale) utilizzati nell'ambito dell'analisi numerica. Il nome si riferisce al matematico Sergei Natanovich Bernstein.
L'algoritmo di valutazione più stabile numericamente è l'algoritmo di de Casteljau.

## Definizione
Un polinomio di Bernstein {\displaystyle P(x)} di grado {\displaystyle n} è dato dalla formula:
{\displaystyle P(x)=\sum _{k=0}^{n}{c_{k}B_{k}^{n}(x)},}
dove gli {\displaystyle B_{k}^{n}(\cdot )} sono elementi della base dei polinomi di Bernstein, definiti da:
{\displaystyle B_{i}^{n}(x)={\binom {n}{i}}x^{i}(1-x)^{n-i},\quad {\text{se }}\quad x\in [0,1];}
o, più in generale:
{\displaystyle B_{i}^{n}(x)={\binom {n}{i}}{(b-x)^{n-i}(x-a)^{i} \over (b-a)^{n}},\quad {\text{se}}\quad x\in [a,b];}
qui {\displaystyle {\binom {n}{i}}} è il coefficiente binomiale.

## Proprietà
I polinomi di base di Bernstein formano una combinazione convessa, infatti risulta che:
- {\displaystyle \forall i\quad B_{i}^{n}(x)\geq 0;}
- {\displaystyle \sum _{i=0}^{n}B_{i}^{n}(x)=1.}

### Scala e traslazione
La modifica per scala e traslazione dell'intervallo di interesse, non influisce sui coefficienti del polinomio.

## Esempio

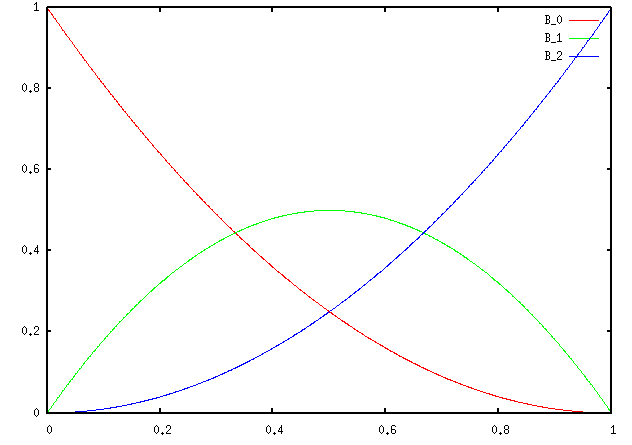
Rappresentazione della base di Bernstein per polinomi di grado 2.

Nel caso di un polinomio di grado {\displaystyle 2} la base in {\displaystyle [0,1]} è composta da:
- {\displaystyle B_{0}^{2}(x)={\binom {2}{0}}x^{0}(1-x)^{2-0}=(1-x)^{2};}
- {\displaystyle B_{1}^{2}(x)={\binom {2}{1}}x^{1}(1-x)^{2-1}=2x(1-x);}
- {\displaystyle B_{2}^{2}(x)={\binom {2}{2}}x^{2}(1-x)^{2-2}=x^{2}.}

Un polinomio espresso in questa base avrebbe quindi la forma:
{\displaystyle P(x)=c_{0}B_{0}^{2}(x)+c_{1}B_{1}^{2}(x)+c_{2}B_{2}^{2}(x).}

## Applicazioni
I polinomi di Bernstein vengono utilizzati per dimostrare il teorema di approssimazione di Weierstrass, inoltre, sono usati per effettuare approssimazioni e interpolazioni di funzioni come, ad esempio, la curva di Bézier, così come pure per la stima delle funzioni di densità di probabilità
Per {\displaystyle n\to +\infty } il polinomio converge uniformemente alla funzione {\displaystyle f(x),} ossia
{\displaystyle |B_{n}(x)-f(x)|\leq 5/4\ \omega (f,1/{\sqrt {n}}),}
dove
{\displaystyle \omega (f,\delta )=\sup _{|h|\leq \delta }|f(x+h)-f(x)|,}
detto modulo di continuità.